# Harry Hawker
Harry Hawker, né le 22 janvier 1886 à Moorabbin (près de Melbourne), Australie et mort le 21 juillet 1921 à Hendon, Royaume-Uni, était un aviateur et ingénieur aéronautique britannique.

## Biographie